# Щепочниця

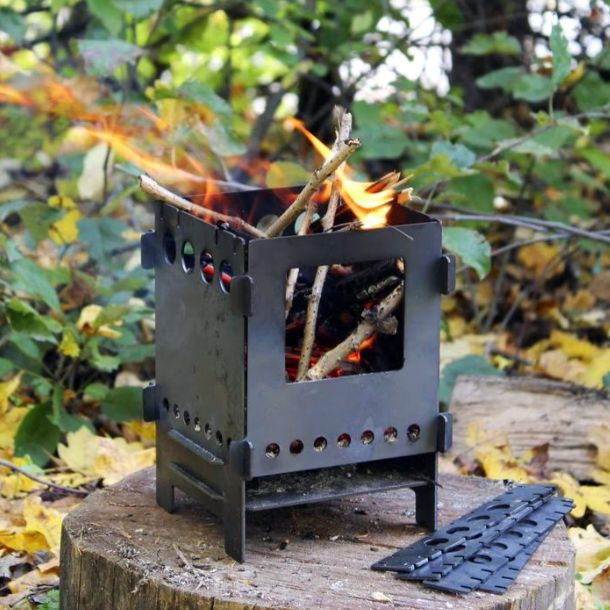
Піч— щепочниця у дії

Щепочниця — мініпіч невеликих розмірів призначена для приготування їжі та обігріву людей. Як правило, виготовляється з листового металу, для палива використовуються тонке гілля дерев та кущів, хмиз, тріски, сухе листя, суха трава. Як обігрівач щепочниця використовується для обігріву невеликих приміщень, наметів або людей на відкритому повітрі. Перевагами щепочниць є мобільність, дешевизна, легке і доступне паливо.
Недоліками класичних щепочниць є використання таких щепочниць тільки «по-чорному» тобто без димоходу з приміщення чи намету. Зазвичай щепочниця використовуються туристами та продаються в туристичних магазинах. Але на сьогодні нерідко щепочниці використовуються особами, які потрапили в екстремальні умови, або хочуть зекономити на опаленні, особливо якщо йдеться про нежитлові приміщення. Сучасні моделі щепочниць можуть містити нагнітач повітря на батарейках, такі моделі часто називають «турбощепочницями».